# خالتي صفية والدير (رواية)
خالتي صفية والدير هي رواية للكاتب المصري بهاء طاهر صدرت عام 1991، تعتبر واحدة من أشهر روايات بهاء طاهر وتم تحويلها لمسلسل يحمل نفس الاسم صدر في عام 1996 من إخراج إسماعيل عبد الحافظ وبطولة بوسي، ممدوح عبد العليم، سناء جميل وحمدي غيث. وحصلت الرواية على جائزة جوزيبي أتشيربي الإيطالية سنة 2000.

## قصة الرواية
تحكى الرواية عن صفية وهي فتاة قروية جميلة تقيم مع بعض أقاربها وتحب ابن عمها حربى وهو شاب قوى ووسيم لكنه لا يدرك مدى حب صفيه له، ويخطط لزواجها من البك القنصل الغنى، صاحب المقام العالى في القرية. وهنا توافق صفية على الزواج من البك رغم فارق السن الكبير ولكنها لا تغفر لحربى تجاهله لحبها وتتوالى أحداث الرواية وتنجب صفية الطفل حسان وتحقق حلم البك الذى طال انتظاره، ومع مرور الوقت تحدث محاولة اعتداء على حسان وهنا تأتى فرصة صفية من الانتقام من حربى وتقنع البك أن حربى هو الفاعل وتتطور الأحداث.